# TV 에히메
TV 에히메(일본어: テレビ愛媛)는 1969년 12월 10일 개국한 에히메현의 민영 방송국으로 약칭은 EBC, 콜사인은 JOEI-DTV이다.

## 연혁

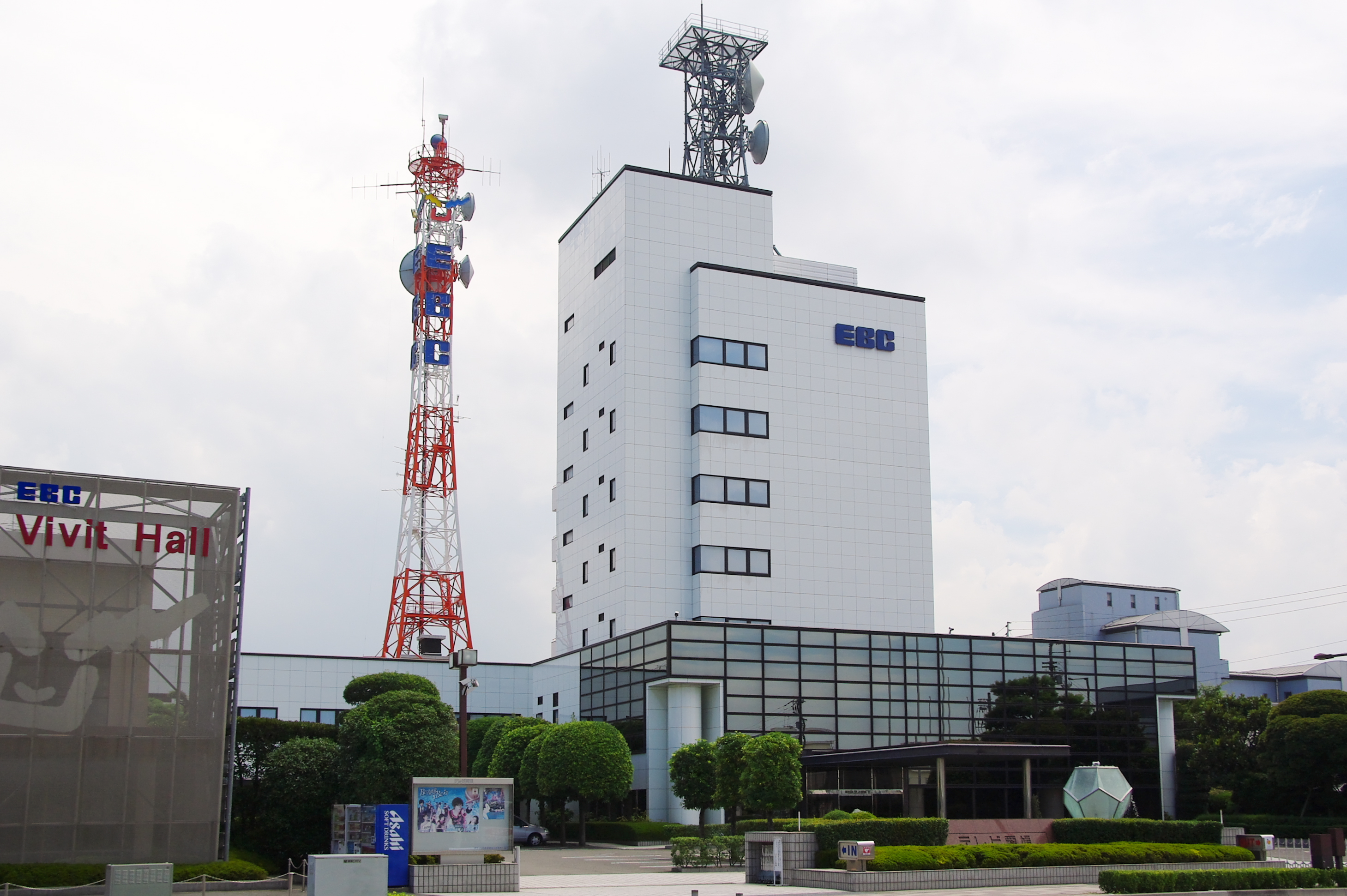
TV 에히메

- 1968년 11월 15일 : 예비 면허 수여
- 1969년 1월 20일 : ‘에히메방송 주식회사’ 설립
- 1969년 12월 10일 : 개국
- 2004년 10월 1일 : 회사명을 ‘에히메방송 주식회사’에서 ‘주식회사 TV에히메’로 변경하지만 약칭인 EBC는 종전 그대로 사용
- 2006년 6월 21일 : 지상파 디지털 텔레비전 방송 시험 방송 개시 (에히메현의 여타 TV 방송국도 같은 날 시험 방송 개시)
- 2006년 10월 1일 : 지상파 디지털 텔레비전 방송 개시
- 2011년 7월 24일 : 지상파 아날로그 텔레비전 방송 종료

## 네트워크 변천사
- 1969년 12월 10일 : 후지 TV계열국으로 개국하면서 FNN·FNS에 가맹했다. 개국 당시에는 난카이 방송에서 도쿄 방송 및 NET-TV의 일부 프로그램도 같이 이행되었다.
- 1992년 10월 1일 : 아이 TV가 개국하면서 TBS 방송 프로그램이 중단된다.
- 1995년 4월 1일 : 에히메 아사히 TV가 개국하면서 TV 아사히 프로그램이 중단된다.

## 이 회사 출신 인물
- 야마다 사치코

## 보충서술
- 현재의 회사명인 TV 에히메는 원래 방송국 약칭이었고 정식 방송국명은 에히메 방송이었지만 약칭이 에히메 현민들에게 익숙해지면서 2004년 12월 1일 회사명을 TV에히메로 바꾸었다.

## 에히메현에 있는 다른 텔레비전·라디오 방송국
- NHK 마쓰야마 방송국
- 난카이 방송 (RNB, TV는 니혼 TV 계열국, 라디오는 JRN&NRN계열국)
- 에히메 아사히 TV (eat, TV 아사히 계열)
- 아이 TV (ITV, 도쿄 방송 계열)
- FM에히메 (JFN 계열)